# Josef Bruglachner
Josef Bruglachner (Lebensdaten unbekannt) war ein deutscher Fußballspieler. 

## Karriere

### Verein
Bruglachner gehörte der Fußballabteilung des TV 1860 München von 1908 bis 1923 als Abwehrspieler an, für den er in den vom Verband Süddeutscher Fußball-Vereine organisierten Meisterschaften Punktspiele bestritt.
In seiner ersten Saison spielte er in der Staffel Oberbayern, neben der Staffel Mittelfranken und Donau eine von drei Staffeln im Ostkreis, einer von vier regionalen Kreisen, und belegte mit seiner Mannschaft den dritten Platz von fünf teilnehmenden Mannschaften.
In der Folgesaison war der Ostkreis in nur zwei Staffeln unterteilt, wobei er mit seiner Mannschaft die Staffel Süd als Viertplatzierter von sechs Mannschaften abschloss.
Von 1910 bis 1913 spielte er nur noch im leistungsdichteren und nicht in Staffeln unterteilten Ostkreis. Danach – Abstieg bedingt – spielte er mit dem TSV 1860 München in einer unterklassigen Liga. Zur Saison 1915/16 in einer der seinerzeit höchsten regionalen Spielklassen zurückgekehrt, gelangte er sogar bis ins Finale um die Ostkreismeisterschaft, das jedoch mit 0:4 gegen den 1. FC Nürnberg verloren wurde.
Von 1919 bis 1921 kam er in der Kreisliga Südbayern zum Einsatz, eine von zehn Kreisligen, deren Meister in den Gruppenphasen der Endrunde um die Süddeutsche Meisterschaft teilnahmen um den Süddeutschen Meister zu ermitteln. Mit vier Punkten hinter dem FC Bayern München und zwei Punkten hinter dem FC Wacker München verpasste er die jeweilige Endrundenteilnahme.
Die Saison 1921/22 bestritt er in der in zwei Abteilungen unterteilten Kreisklasse Südbayern. In der ersten Spielzeit, in der in fünf Bezirken zu je zwei Kreisklassen und diese jeweils in zwei Abteilungen unterteilt waren, ging er mit seinem Verein als Sieger – punktgleich mit dem FC Bayern München – hervor, wie auch am 21. Januar 1922 im Entscheidungsspiel um Platz 1 mit 1:0. Im Kreisfinale um die Südbayerische Meisterschaft unterlag sein Verein dem Sieger der Abteilung II und späteren Süddeutschen Meister FC Wacker München im Hin- und Rückspiel mit 3:1 und 5:2.
Seine letzte Saison bestritt er in der nicht unterteilten Kreisliga Südbayern, die als Zweitplatzierter mit zwei Punkten hinter dem FC Bayern München abgeschlossen wurde.

### Auswahlmannschaft
Als Spieler der Auswahlmannschaft des Süddeutschen Fußball-Verbandes nahm er am erstmals ausgetragenen Wettbewerb um den Bundespokal, ein im Pokalmodus ausgetragener Wettbewerb der Auswahlmannschaften der Regionalverbände des Deutschen Fußball-Bundes, teil. Er erreichte mit dieser das am 8. Juni 1919 im Deutschen Stadion von Berlin angesetzte Finale. Gegen die Auswahlmannschaft des Norddeutschen Fußball-Verbandes verlor er mit seiner Auswahl vor 10.000 Zuschauern mit 4:5. 

## Erfolge
- Zweiter der Südbayerischen Meisterschaft 1920, 1921, 1922, 1923
- Zweiter der Ostkreismeisterschaft 1916
- Bundespokal-Finalist 1919